# Spar + Leihkasse Steffisburg

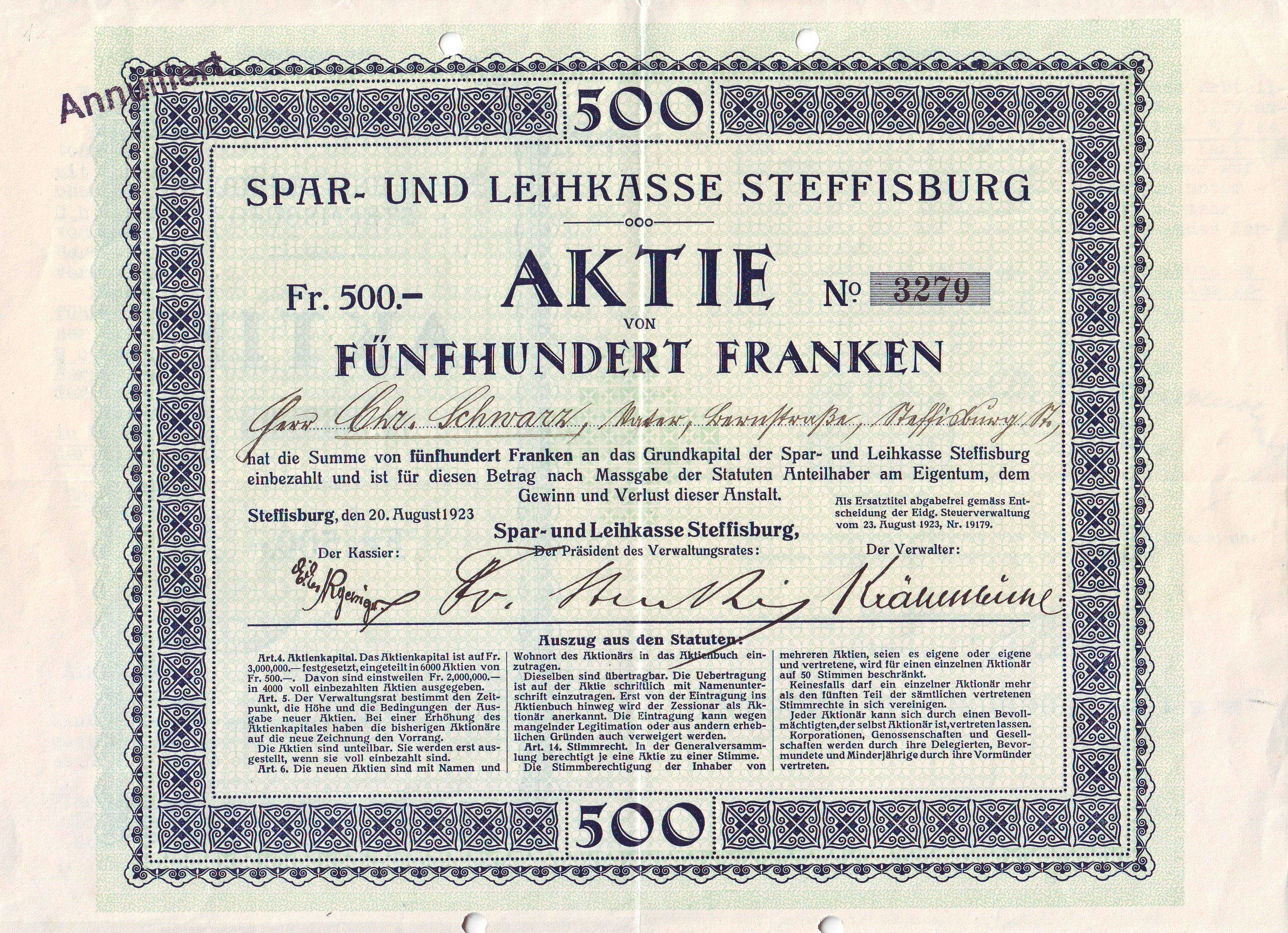
Namensaktie über 500 Franken der Spar- und Leihkasse Steffisburg vom 20. August 1923

Die Spar + Leihkasse Steffisburg AG war eine im Amtsbezirk Thun verankerte, 1863 gegründete Schweizer Regionalbank. Neben ihrem Hauptsitz in Steffisburg verfügte sie über eine weitere Geschäftsstelle in Thun.
Ihr Tätigkeitsgebiet lag traditionell im Retail Banking, im Hypothekargeschäft, im Private Banking und im Bankgeschäft mit kleinen und mittleren Unternehmen. Das Unternehmen beschäftigte zuletzt 20 Mitarbeiter und hatte per Ende 2008 eine Bilanzsumme von 544 Millionen Schweizer Franken.
Die Spar + Leihkasse Steffisburg war als selbständige Regionalbank der RBA-Holding angeschlossen. Mit Beschluss der Generalversammlung vom 15. Oktober 2009 wurde die Bank rückwirkend auf den 1. Juli 2009 durch die Valiant Holding übernommen. Seither wurde die Spar + Leihkasse Steffisburg als hundertprozentige Tochtergesellschaft der Valiant Holding geführt. Mit Wirkung zum 30. November 2011 wurde die Spar + Leihkasse Steffisburg AG auf die Valiant Bank AG verschmolzen und ist damit als selbstständiger Rechtsträger erloschen.